# Wilhelm Grau
Wilhelm Grau (* 4. August 1910 in Straubing; † 9. Oktober 2000 in Alzey) war ein deutscher Historiker, nationalsozialistischer Funktionär in maßgeblichen „wissenschaftlichen“ Institutionen zur NS-Geschichte und Judenverfolgung. Nach 1945 wurde er Verlagsleiter.

## In der Weimarer Republik
Als Jugendlicher war Grau Mitglied des katholischen Jugendbundes Neudeutschland. Im Sommersemester 1930 begann Wilhelm Grau mit einem Studium der Geschichte und Völkerkunde an der Universität Frankfurt, wobei er unter anderem Vorlesungen von Ludwig Bergsträsser, Paul Tillich und Walter Platzhoff besuchte. Während dieser Zeit verschaffte ihm sein Vermieter Reinhold Lindemann, der bei der Rhein-Mainischen Volkszeitung als Theaterkritiker arbeitete und 1935 Dramaturg und Pressesprecher der Frankfurter Städtischen Bühnen wurde, ein Volontariat in der Redaktion. Das Klima an der Frankfurter Universität empfand Grau indessen als „zu intellektuell“; im Wintersemester 1931 wechselte er an die Universität München.

## Im Nationalsozialismus

### NS-Karriere unter Ausschaltung jüdischer Konkurrenz
1934 promovierte Wilhelm Grau mit der judenfeindlichen Arbeit Antisemitismus im Mittelalter. Das Ende der Regensburger Judengemeinde 1450–1519 bei dem Münchener Neuhistoriker Karl Alexander von Müller. Er stützte sich dabei fast ausschließlich auf Urkunden und Akten, die der jüdische Historiker Raphael Straus im Zuge eigener langjähriger Forschungen gesammelt hatte. Straus’ Buch über diese Urkunden hatte 1932 als Urkunden und Aktenstücke zur Geschichte der Juden in Regensburg 1453–1738 kurz vor der Veröffentlichung gestanden, als sich Wilhelm Grau als unbekannter Student bei ihm meldete. Er stellte sich als Demokrat vor, der nach seinem Studium ein liberaler Journalist werden wolle und erbat leihweise die Druckfahnen dieses Buchs. Straus stellte dann diese Druckfahnen dem jungen Studenten Grau für die angebliche Durchführung einer Ausstellung zur Verfügung. Grau machte aber keine Ausstellung, sondern benutzte das in langer Forschungsarbeit gesammelte Urkundenmaterial für sein Buch.
Währenddessen ereignete sich die nationalsozialistische Machtübernahme. Straus wurde bedroht und musste schon im Juni 1933 außer Landes flüchten. Grau hatte ihm die Druckfahnen bis dahin nicht zurückgegeben. Im Vorwort des Buches bedankt sich Grau bei Straus für die Überlassung der Druckfahnen und berichtet, er hätte sie dem Bayerischen Staatsarchiv überlassen. Grau lässt aus, dass Straus außer Landes gehen musste, und warum er die Unterlagen Straus nicht zurückgegeben hatte.
Grau hatte das Material von Straus in seinem Buch im antisemitischen Sinne umgedeutet. Er versuchte zu beweisen, dass die Juden eine moralisch minderwertige Rasse seien, und nie zu Deutschland gehört hätten. Dabei brachte er Wesenszüge des nationalsozialistischen Antisemitismus in seiner Untersuchung unter und versuchte an vielen Stellen in seinem Buch zu beweisen, dass die Menschen des Mittelalters vor den Juden Ekel empfunden hätten. In der ersten Auflage seines Buches beschreibt Grau ein Bild des Künstlers Albrecht Altdorfer (gest. 1538). Grau behauptet, die jüdischen Personen brächten in dem Bild durch „‚jüdische Nase und jüdische Kleidung‘ ihre Art zu Geltung“. Im Vorwort der zweiten überarbeiteten Auflage von 1939 schrieb Grau dem „Juden Straus“ eine „antideutsche“ Haltung zu und sprach ihm ab, die Geschichte des „deutschen mittelalterlichen Antisemitismus“ schreiben zu können.
Was dann geschah, ist nicht mehr genau zu rekonstruieren. Es scheint, dass Grau zuerst versuchte, die Publikation des für seine Doktorarbeit entscheidenden Urkundenbuches als für die Endkorrektur verantwortlichen Mitherausgebers selbst zu übernehmen. Im Mai 1938, als die zweite Auflage seines Buches Antisemitismus im Mittelalter erschien, schien das anders zu sein. Er versuchte auf mehreren Wegen, in den Besitz der Druckfahnen des Strausschen Buches zu kommen, das im Schocken Verlag gedruckt werden sollte. Als das Buch fast fertig gedruckt war, kam die Reichspogromnacht. Während dieses Pogroms wurde die Druckerei geschlossen. Im Mai 1939 wurden die Druckbögen des zu 90 Prozent fertiggestellten Werkes von der Gestapo beschlagnahmt. Inwieweit Grau daran beteiligt war, war nicht zu ermitteln.
Im Nachkriegsdeutschland übernahm der Historiker Helmut Heiber in seinem Buch Walter Frank und das Reichsinstitut für die Geschichte des neuen Deutschlands „völlig unhinterfragt“ die bei einem Interview geäußerte Behauptung Graus, er habe sich für die Publikation eines Juden, nämlich Straus’, während der NS-Zeit eingesetzt. Am 27. Juni 1937 wurde Grau mit dem bereits 1935 erschienenen, ebenfalls antisemitischen Buch über Wilhelm von Humboldt und das Problem der Juden habilitiert. Zuvor hatte es in der Fakultät starke Bedenken gegen die wissenschaftliche Befähigung Graus gegeben. Das Kolloquium zur Erlangung der Habilitation ging für Grau negativ aus, doch Graus gute politische Beziehungen zu den nationalsozialistischen Machthabern führten dazu, dass die Annahme der eigentlich verfehlten Habilitation durchgesetzt wurde.
1936 meldete sich Straus aus dem Exil in Palästina mit einer Kritik des Buches von Grau in Heft 1/1936 der Zeitschrift für die Geschichte der Juden in Deutschland. Grau erzwang eine Gegendarstellung in der Nummer 4/1936 der Zeitschrift und drohte jüdischen Wissenschaftlern Verfolgung an. Die Zeitschrift musste in der gleichen Nummer auch eine sich allerdings auf eine eisige Zusammenfassung beschränkende Würdigung von Graus späterer Habilitationsschrift abdrucken. Ein Jahr später wurde die Zeitschrift verboten.

### Berufsantisemit
Grau beantragte am 29. Dezember 1937 die Aufnahme in die NSDAP und wurde rückwirkend zum 1. Mai desselben Jahres aufgenommen (Mitgliedsnummer 5.951.121). Er wurde gleich bei der Gründung 1936 Geschäftsführer der in München angesiedelten antisemitischen „Forschungsabteilung Judenfrage“, einer Zweigstelle des von Walter Frank geleiteten nationalsozialistischen „Reichsinstituts für Geschichte des neuen Deutschlands“ in Berlin. Eine der ersten Aufgaben des Instituts war die Sammlung von Unterlagen zur Personen- und Familiengeschichte der Juden. So erstellte z. B. ab Februar 1937 Franz Stanglica für Grau Regesten in Österreich und beschäftigte dabei die österreichischen Nationalsozialisten Kurt Zeilinger und Walter Messing. Es wurde auch mit dem Aufbau einer Spezialbibliothek begonnen, die bei Kriegsende etwa 35.000 Titel umfasste. 1936 erhielt Grau eine Rubrik in der angesehenen, von seinem Doktorvater Karl Alexander von Müller herausgegebenen Historischen Zeitschrift mit dem Titel Geschichte der Judenfrage, in der er eigene Artikel schrieb, aber auch Bücher rezensierte. Zusätzlich verfasste Grau ab dem Heft 4/1936 regelmäßig Artikel in der Zeitschrift des gleichgeschalteten Geschichtslehrer-Verbandes Vergangenheit und Gegenwart. Zu dem Zeitpunkt war Wilhelm Mommsen noch Mitherausgeber. Grau war auch im Auftrag von Joseph Goebbels Beobachter beim Prozess gegen den jungen David Frankfurter; er lieferte Personenstandsangaben an das Reichssippenamt, war Autor antisemitischer Schulbücher und Berater bei der Wanderausstellung Der ewige Jude. Außerdem schrieb er Memoranden für Adolf Hitler und betätigte sich als Denunziant „jüdisch Versippter“ im Auswärtigen Amt.
Sein Ehrgeiz brachte ihn in Konflikt mit Walter Frank. Deswegen musste Grau 1938 das Reichsinstitut verlassen. Ab Januar 1940 war er im Amt Rosenberg tätig. Ab Juni 1940 organisierte Grau im Auftrag des Einsatzstabes Reichsleiter Rosenberg den Raub jüdischer und freimaurerischer Bibliotheken im besetzten Paris. Für diese Tätigkeit wurde Grau am 1. Mai 1942 neben 13 anderen Mitgliedern des Einsatzstabes Rosenberg von Adolf Hitler das Kriegsverdienstkreuz Zweiter Klasse verliehen. Von Herbst 1940 bis Oktober 1942 amtierte Grau in Frankfurt als Leiter des „Instituts zur Erforschung der Judenfrage“, das von Rosenberg gegründet worden war. Im Oktober 1942 wurde Grau aus diesem Institut auf Druck von Martin Bormann entlassen. Von 1942 bis 1945 war er zur Luftwaffe eingezogen.

## In der Bundesrepublik Deutschland
Über Graus Gefangenschaft nach dem Krieg und seine Entnazifizierung ist nichts bekannt. Nach 1945 wurde Grau zunächst Leiter des Universum Verlages. 1951 erwarb Grau die Rheinhessische Druckwerkstätte in Alzey und war ihr Leiter. 1964 gründete Grau mit anderen die Alzeyer Geschichtsblätter, die vom Altertumsverein für Alzey und Umgebung e. V. herausgegeben wurden.

## Schriften (Auswahl)
In der Sowjetischen Besatzungszone auf die Liste der auszusondernden Literatur gesetzt:
- Antisemitismus im späten Mittelalter: Das Ende der Regensburger Judengemeinde 1450–1519. 1. Auflage, Duncker & Humblot, München 1934; 2., erw. Auflage. Duncker & Humblot, Berlin 1939.
- Wilhelm von Humboldt und das Problem des Juden. Hanseatische Verlagsanstalt, Hamburg 1935.
- Die Judenfrage als Aufgabe der neuen Geschichtsforschung. 2., mit einem Nachwort versehene Auflage. Hanseatische Verlagsanstalt, Hamburg 1935.
- Die Judenfrage in der deutschen Geschichte. Teubner, Leipzig 1937 (weitere Auflagen).
- Die Judenfrage in der deutschen Geschichte. In: Vergangenheit und Gegenwart. Monatsschrift für Geschichtsunterricht und politische Erziehung. ab Heft 4, Jahrgang 26, 1936, in mehreren Fortsetzungen.
- Die Erforschung der Judenfrage. Aufgabe und Organisation (= Kleine Weltkampfbücherei, 3). Hoheneichen-Verlag, München 1943.
- Die geschichtlichen Lösungsversuche der Judenfrage (= Kleine Weltkampfbücherei, 4). Hoheneichen-Verlag, München 1943.